# Ida y vuelta (ópera)
Ida y vuelta (título original en alemán, Hin und zurück) es un sketch (esbozo) operístico (op. 45a) en una escena con música de Paul Hindemith y libreto en alemán de Marcellus Schiffer. Hindemith escribió la pieza para una colección de óperas en miniatura presentadas en el Festival de Baden-Baden en 1927. Se estrenó el 17 de julio de 1927 en el Theater der Stadt, Baden-Baden, junto a otras obras breves por Darius Milhaud, Kurt Weill y Ernst Toch, que se interpretaron en la misma tarde.
Esta ópera rara vez se representa en la actualidad; en las estadísticas de Operabase aparece con solo 8 representaciones en el período 2005-2010, siendo la ópera más representada de Hindemith.

## Personajes
| Personaje               | Tesitura | Reparto del estreno, 17 de julio de 1927 (Director: Ernst Mehlich) |
| ----------------------- | -------- | ------------------------------------------------------------------ |
| Robert                  | tenor    | J. Klemperer                                                       |
| Helene                  | soprano  | Betty Mergler                                                      |
| Profesor                | barítono | Gerhard Pechner                                                    |
| Hombre de la ambulancia | bajo     | Lothar                                                             |
| Hombre sabio            | tenor    | Giebel                                                             |

## Argumento
Una tragedia que implica celo, asesinato y suicidio al que se da la vuelta para producir un final feliz.